# Paraproporus xanthus
Paraproporus xanthus är en plattmaskart som beskrevs av Ernst Marcus 1950. Paraproporus xanthus ingår i släktet Paraproporus och familjen Actinoposthiidae. Inga underarter finns listade i Catalogue of Life.